# MOCS1
MOCS1‏ (Molybdenum cofactor synthesis 1) هوَ بروتين يُشَفر بواسطة جين MOCS1 في الإنسان.
كلا نسختي هذا الجين معيبة لدى المرضى الذين يعانون من نقص العامل المساعد للموليبدينوم، النوع أ.
يُعد تخليق العامل المساعد للموليبدينوم مسارًا محفوظًا يؤدي إلى التنشيط البيولوجي للموليبدينوم. يحتوي الجين على إطاري قراءة مفتوحين، يُطلق عليهما MOCS1A وMOCS1B. الأول هو إنزيم GTP 3',8-cyclase متماثل لـ MoaA، والثاني هو إنزيم cyclic pyranopterin monophosphate synthase متماثل لـ MoaC. يعمل الاثنان على التوالي في مسار التخليق الحيوي.
يتميز الجين بنمط معقد من الوصل البديل. يُنتج MOCS1A بواسطة متغير وصل يبدو أنه رنا رسول ثنائي السيسترون يحتوي على كلا إطاري القراءة المفتوحين، ولكن هذا رنا رسول في الواقع يُترجم إلى MOCS1A فقط. اثنان من متغيرات الوصل الموجودة لهذا الجين يعبران عن بروتينات (MOCS1A-MOCS1B) نتجت عن اندماج إطاري القراءة المفتوحين؛ يتم إنتاج MOCS1B النشط فقط في شكل يسبقه إصدار غير نشط من MOCS1A.